# Théorie de Young–Helmholtz
La théorie de Young-Helmholtz (basée sur le travail de Thomas Young puis améliorée par Hermann von Helmholtz) est une théorie explicative de la perception des couleurs par le système visuel humain. En 1802, Young est le premier à supposer l'existence de trois différents types de récepteurs présent sur la rétine (appelés aujourd'hui cônes).

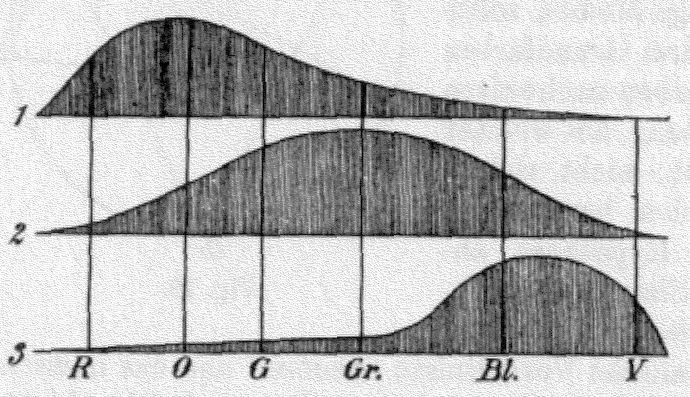
Sensibilité des trois différents récepteurs.

Cette théorie suppose l'existence de trois types de photo-récepteurs possédant chacun un photo-pigment différent plus sensible à une certaine longueur d'onde.
- Le cône dit « bleu/violet » présente une sensibilité maximale autour de 420 nanomètres (nm)
- Le cône dit « rouge » présente une sensibilité maximale autour de 540 nm
- Le cône dit « vert » présente une sensibilité maximale autour de 520 nm

Toutefois les trois types de cône sont sensibles à quasiment toutes les fréquences du spectre visible. Mais c'est ensuite à partir du niveau de réponse des trois différents capteurs que le système visuel, dans la rétine, puis dans le cerveau, va restituer la couleur. C'est ce point que Helmholtz va prouver en 1861.
Cette théorie est aujourd'hui prouvée depuis la mise en évidence de ces photorécepteurs.